# Liptód
Liptód é um município da Hungria, situado no condado de Baranya. Tem 14,99 km² de área e sua população em 2019 foi estimada em 183 habitantes.